# Cherryvale (Kansas)
Cherryvale – miasto w Stanach Zjednoczonych, w stanie Kansas, w hrabstwie Montgomery.